# Ophiocoma scolopendrina
Ophiocoma scolopendrina är en ormstjärneart som först beskrevs av Jean-Baptiste Lamarck 1816.  Ophiocoma scolopendrina ingår i släktet Ophiocoma och familjen Ophiocomidae. Inga underarter finns listade i Catalogue of Life.